# SAI KZ II
SAI KZ II var en serie enmotoriga propellerflygplan som tillverkades vid Skandinavisk Aero Industri mellan 1937 och 1946.  
Planet användes främst som skolflygplan och tillverkades i tre versioner, Kupé, Sport och Træner. Kupé-modellen var täckt med plats för pilot och elev vid sidan av varandra medan de övriga modellerna var öppna tvåsitsare med plats pilot och elev efter varandra. Flygplanskroppen är tillverkad av stålrör och vingarna av trä och klädda med fanér och duk. Vingarna är fästa med gångjärn så att de kan fällas bakåt längs flygkroppen.
Flygplanstypen flög första gången den 11 december 1937 och i maj 1938 flögs planet på en demonstrationstur  från Köpenhamn till Tunisien och tillbaka till Ålborg, en sträcka på 7 000 kilometer. Resan förlöpte utan missöden och tog  
43 timmar. Mellan 1937 och 1940 tillverkades totalt 14 plan.
KZ II Sport flög första gången den 10 oktober 1938. Totalt byggdes 16 plan varav 3–4 exporterades till Sverige och sex konfiskerades av tyskarna år 1943.
Efter andra världskriget skulle  Danmarks flygvapen byggas upp igen. Man inskaffade skolflygplanet
KZ II Træner, som var en förstärkt version av KZ II Sport. Prototypen flög första gången i april 1946 och i slutet av året levererades 15 flygplan till Flyvestation Avnø. De användes i pilotutbildningen till år 1955 varefter de kvarvarande planen såldes till privatpersoner.